# Fundamentele Modernității Europene
Centrul de cercetare Fundamentele Modernității Europene (FME) al Universității din București, creat în 2001. Este un grup de cercetători români care se ocupă cu studierea filosofiei secolului al XVII-lea european în contextul istoriei ideilor. Organizează, printre altele, un important seminar internațional anual.
Membri fondatori: Vlad Alexandrescu, Sorana Corneanu, Dana Jalobeanu, Lucian Petrescu.